# Eberhard Abele
Eberhard Abele (* 5. Juni 1871 in Regensburg; † 1. April 1948 in Bad Honnef) war ein deutscher Architekt, Innenarchitekt und Kunstgewerbeschullehrer. 

## Leben
Abele war gelernter Kunstschlosser und besuchte mehrere Jahre die Münchener Kunstgewerbeschule. Fünf Jahre lang war er erster Zeichner für Glasmalerei in der Mayer’schen Hofkunstanstalt sowie in gleicher Stellung 1899 in der Hofkunstschlosserei von Kirch in München. Seine dem Jugendstil verpflichteten Arbeiten aus der Zeit der Jahrhundertwende wurden mehrfach in kunstgewerblichen Zeitschriften wie beispielsweise L’Art decoratif oder Innendekoration veröffentlicht.
1899 wurde er als ständiger Lehrer an die Handwerker- und Kunstgewerbeschule Elberfeld berufen, wo er den Oberkursus für kunstgewerbliches Entwerfen leitete. In der Folge gestaltete er mehrere Ausstellungen im heutigen Wuppertal und in Düsseldorf und stellte kunstgewerbliche Objekte und Innenraumgestaltungen aus.
1904 wurde er auf Vorschlag des Ministeriums als Gründungsdirektor an die reformierte Aachener Kunstgewerbeschule berufen. In diesem Amt blieb er bis mindestens 1921. 1913 wurde ihm in diesem Amt der Titel „Professor“ verliehen. Er war Mitglied des Deutschen Werkbundes und des Bundes Deutscher Architekten. Abele warb zur Gründung der Schule 1904 damit, dass sich nun Frauen an der Kunstgewerbeschule Aachen einschreiben konnten. 1908 wurde ein ehemaliges Industriegebäude in der Aachener Südstraße nach Abeles Plänen umgebaut und zum neuen Sitz der Kunstgewerbeschule.